# Ernst Ludwig Freud
Ernst Ludwig Freud (Viena, 06 de abril de 1892 – Londres, 07 de abril de 1970) foi um arquiteto alemão-austríaco e o filho mais novo de Sigmund e Martha Freud.
Ernst Freud estabeleceu seu trabalho em Berlim no ano de 1920 onde um grande número dos seus clientes eram médicos. A maioria das suas comissões eram para casas e salas de consultoria e trabalhou no estilo Art déco, mas em 1930 começou a trabalhar em um estilo moderno mostrando a influência de Mies van der Rohe em seu trabalho. Exemplos disso são Cigarette Factory, em Berlim, e uma casa e uma sala de consultoria para Dr. Frank em Potsdam.
Em 1933, com a emergência do nazismo, Ernst Freud deixou Berlim e foi para Londres, no povoado de St John's Wood. Ele assegurou um número de comissões para blocos de apartamentos em torno de Hampstead, incluindo o notável Belvedere Court, Lyttelton Road e uma sala de consultoria a para Melanie Klein. Em 1938 seu pai Sigmund e sua irmã mais nova, Anna Freud, juntaram-se a Ernst em Londres e foram morar em uma casa em Hampstead que Ernst remodelou, incluindo a criação de um jardim envidraçado. Hoje, essa casa é o Museu Freud.
Ernst Ludwig Freud teve três filhos, o político e locutor de rádio Clement Freud, Stephen Gabriel Freud, e o pintor Lucian Freud.